# Bataille d'Ameixial
Pour les articles homonymes, voir Ameixial.
Guerre de Restauration
La bataille d'Ameixial, connue par les Espagnols comme bataille d'Estremoz, fut livrée le 8 juin 1663 pendant la guerre de Restauration. Elle opposa l'armée portugaise commandée par Schomberg et le comte de Vila Flor à l'armée espagnole de Don Juan d’Autriche qui fut vaincu.
Au printemps 1663, les Espagnols avaient entrepris leur attaque la plus réussie contre le Portugal depuis le début de la guerre.
Sous le commandement de Juan José d'Autriche le Jeune, fils de Philippe IV d'Espagne (et conquérant de la Catalogne et du royaume de Naples et vainqueur des Français en Italie), la plus grande partie du sud du Portugal est envahie. L'importante ville d'Évora a été prise le 22 mai, ouvrant des perspectives pour une marche sur Lisbonne, à 135 kilomètres à l'ouest.
Mais le manque de munitions, de vivres et d'argent paralyse l'armée espagnole. Les Portugais ont levé une armée forte de 17 000 hommes dirigée par Sancho Manuel de Vilhena, aidé par Frédéric-Armand de Schomberg, 1er duc de Schomberg, Fernando de Menezes, comte d'Ericeira et d'autres officiers supérieurs, et ont marché contre les Espagnols. Le commandant espagnol a décidé de se retirer dans une position stratégique au nord-est d'Évora et d'attendre l'ennemi, laissant une garnison de 3 700 à Évora.
L'armée portugaise a été renforcée par trois régiments (1 cavalerie et 2 infanterie) d'environ 3 000 hommes, venus d'Angleterre (surtout autour des îles britanniques) qui ont été placés sous le commandement du duc de Schomberg. Ont également été inclus un petit nombre de mercenaires de France. De ce contingent étranger, près de 2 000 Anglais combattirent à Ameixial, environ 1 600 incorporés dans l'infanterie et 300 dans la cavalerie.
L'étendard de Don Juan d'Autriche a été capturé lorsque son escadron a été presque totalement tué. Le drapeau a ensuite été présentée au roi Alphonse VI du Portugal lui-même.
Les pertes espagnoles ont été très élevées, toute leur artillerie et leurs bagages ont été capturés, et l'armée a été forcée de se retirer à Badajoz en Estrémadure. Lorsque la garnison espagnole d'Évora de 3 700 hommes capitule le 24 juin 1663, toute l'expédition est un échec complet. L'indépendance du Royaume du Portugal est sauvée tandis que la carrière militaire de Juan d'Autriche prend fin.
Une pierre commémorative a été placée sur le site du champ de bataille.
La bataille est commémorée dans un azulejo proéminent de la salle des batailles (Sala das Batalhas) du palais des marquis de Fronteira, créé en 1671-1672.